# André Jaumotte
Le baron André Jaumotte, né le 8 décembre 1919 à Jambes et mort à Uccle le 18 décembre 2016 , est un chercheur et universitaire belge. Il fut professeur à l'école polytechnique de l'université libre de Bruxelles, puis recteur de cette université de 1973 à 1981.

## Biographie et carrière professionnelle
Le roi des Belges lui conféra le titre de baron pour sa participation à des institutions scientifiques internationales où il représenta la Belgique en tant qu'expert en sécurité nucléaire et en énergies non renouvelables (colloque du 8 décembre 2009), mais aussi pour ses travaux, entre autres son cours de turbo-machines, et aussi pour ses nombreux articles. Il a notamment fait des recherches sur l'effet de sol qui aboutirent à la construction d'un aéroglisseur (véhicule à coussin d'air) à l'Institut d'aéronautique et de mécanique appliquée de l'Université de Bruxelles, le PV-1, avec le professeur Andrzej Kiedrzinski pour la structure.
Il a été de 1981 à 1984 président du conseil d'administration de l'Association des universités partiellement ou entièrement de langue française (AUPELF).
André Jaumotte est le fils de l'astronome, météorologue et pionnier de l'aviation Jules Jaumotte qui s'illustra dans l'aviation militaire belge, durant Première Guerre mondiale, en pionnier de la photographie aérienne stéréoscopique et de la photographie automatique à haute altitude, ce qui explique l'ambiance scientifique qui a conduit son fils à devenir ingénieur avec un esprit très ouvert dont témoignent ses études et rapports sur des sujets très divers, entre autres la recherche spatiale européenne, mais aussi sur des sujets plus larges de nature théorique comme son étude sur le mathématicien belge Charles Henri Lagrange, disciple de Nicolas-Remi Brück avec sa théorie des mathématiques appliquées à l'histoire.
Un de ses frères a été médecin et André Jaumotte s'est particulièrement attaché à la faculté de médecine de l'université de Bruxelles. Un des auditoires de l'hôpital Érasme porte son nom depuis 1987.
André Jaumotte a présidé en 1976 la Commission d'évaluation en matière d'énergie nucléaire dite Commission des sages, rapport actualisé en 1982 et en 1987.
André Jaumotte est membre étranger associé (1986), puis honoraire (1994) de l'Académie de l'air et de l'espace, membre émérite de l'Académie royale des sciences, des lettres et des beaux-arts de Belgique., membre de l'Académie royale des sciences d'outre-mer, Classe des sciences techniques et membre de l'Académie des sciences (France).
Il a été anobli et a reçu le titre personnel de baron accordé par le roi Baudouin en 1990. 

## Distinctions
- Grand officier de l'ordre de Léopold[2]
- Grand officier de l'ordre de la Couronne
- Grand officier de l'ordre du Mérite de la République italienne[2]
- Commandeur de la Légion d'honneur[2]
- Ordre du Trésor sacré[2] avec étoile d'or et d'argent